# Le Tour-du-Parc
 (décembre 2019).
Si vous disposez d'ouvrages ou d'articles de référence ou si vous connaissez des sites web de qualité traitant du thème abordé ici, merci de compléter l'article en donnant les références utiles à sa vérifiabilité et en les liant à la section « Notes et références ».
Pour les articles homonymes, voir Tour.
Le Tour-du-Parc [lətuʁdypaʁk] est une commune française, située dans le département du Morbihan en région Bretagne.

## Toponymie
Le nom de la localité est mentionné sous la forme Troenparc dès 1543.
En breton, comme indiqué sur les panneaux de signalisation routière, elle s'appelle Tro-Park.
Son toponyme vient de l'ancien parc du château de Suscinio. « Le Tour-du-Parc » est un simple secteur géographique, un lieu-dit, son territoire touche le mur, encore visible par fragments, du grand enclos servant jadis de réserve de chasse au château de Suscinio.

## Géographie
Le Tour-du-Parc fait partie du Parc naturel régional du golfe du Morbihan.

### Situation
Bordée au nord par la rivière de Penerf et, au sud par l’océan Atlantique et l’étier de Kerboulico, cette commune délimitée sur trois côtés est une petite presqu’île dans la presqu'île de Rhuys, située entre les communes de Sarzeau à l’ouest, Surzur au nord, et Damgan à l’est.
Sa situation géographique particulière a permis le développement local d’activités économiques importantes, en particulier, l’ostréiculture (implantée en rivière de Pénerf depuis 1858) et le tourisme. Les marais de Bourgogne et l’étier de Kerboulico ont connu autrefois l'activité de la saliculture, puis la reconversion en claires ostréicoles pour l’affinage des huîtres.

### Hameaux, lieux-dits et écarts
Principaux hameaux, lieux-dits ou écarts situés sur la commune du Tour-du-Parc :
- Balanfournis
- Banastère
- Boderharff
- Caden
- Kerjambet
- Kermor
- Kervaniet
- le Grand Mare
- le Pont-Neuf
- Pencadénic
- Rouvran
- Toulcaden

### Hydrographie
Pour un article plus général, voir Réseau hydrographique du Morbihan.
La commune est située dans le bassin Loire-Bretagne. Elle est drainée par le Sarzeau, l'étier de Kerboulico, l'étier de kerboulico et divers autres petits cours d'eau,.

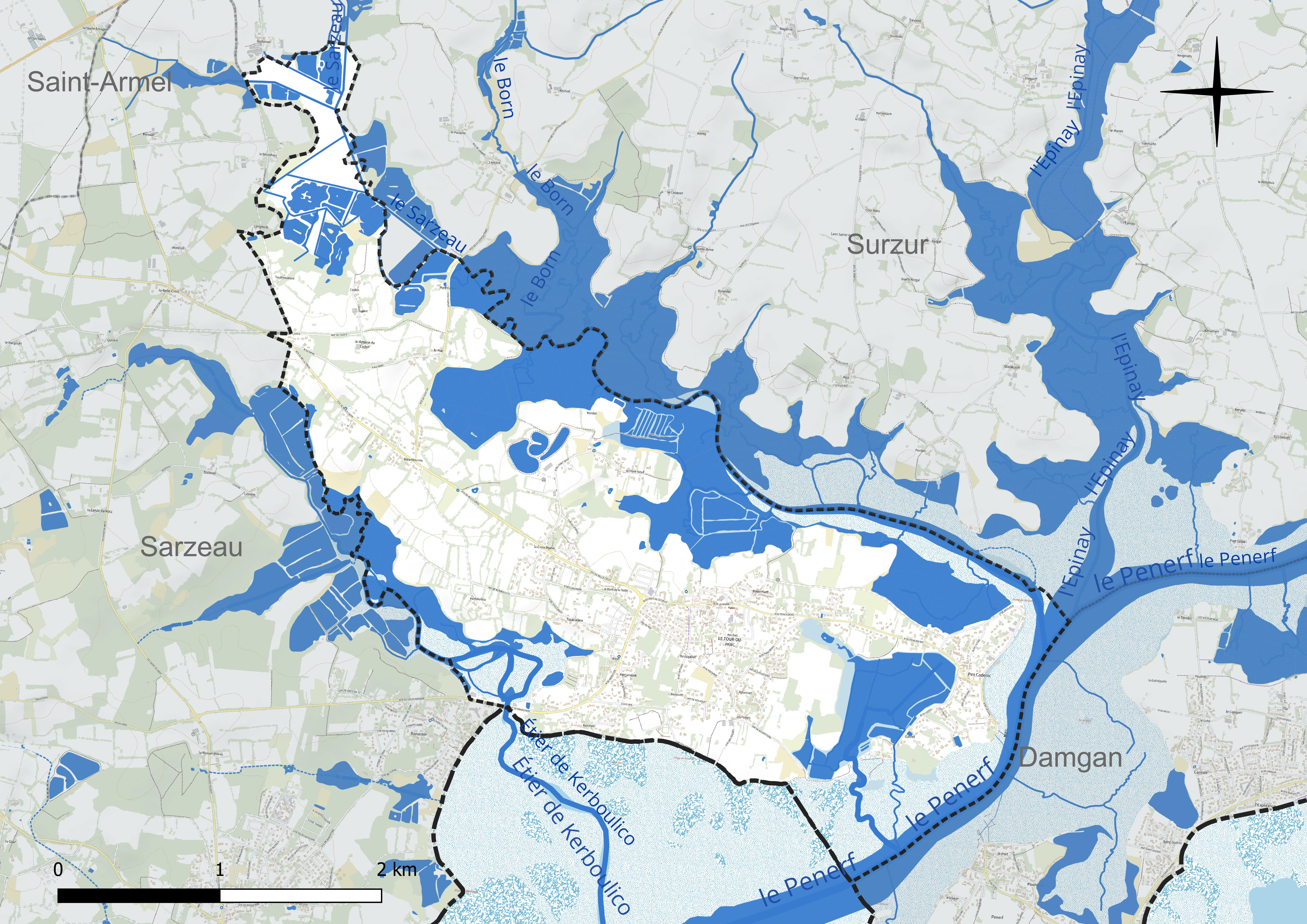
Réseau hydrographique du Tour-du-Parc.

### Climat
Pour des articles plus généraux, voir Climat de la Bretagne et Climat du Morbihan.
En 2010, le climat de la commune est de type climat océanique franc, selon une étude du CNRS, s'appuyant sur une série de données couvrant la période 1971-2000.   
En 2020, Météo-France publie une typologie des climats de la France métropolitaine, dans laquelle la commune est exposée à un climat océanique et est dans la région climatique  Bretagne orientale et méridionale, Pays nantais, Vendée, caractérisée par une faible pluviométrie en été et une bonne insolation.   
Parallèlement l'observatoire de l'environnement en Bretagne publie en 2020 un zonage climatique de la région Bretagne, s'appuyant sur des données de Météo-France de 2009. La commune est, selon ce zonage, dans la zone « Littoral doux », exposée à un climat venté avec des étés cléments.  
Pour la période 1971-2000, la température annuelle moyenne est de 12,2 °C, avec une amplitude thermique annuelle de 11,8 °C. Le cumul annuel moyen de précipitations est de 800 mm, avec 12,5 jours de précipitations en janvier et 6,2 jours en juillet. Pour la période 1991-2020, la température moyenne annuelle observée sur la station météorologique la plus proche, située sur la commune de Sarzeau à 9 km à vol d'oiseau, est de 12,7 °C et le cumul annuel moyen de précipitations est de 741,1 mm,. 
Pour l'avenir, les paramètres climatiques de la commune, estimés pour 2050 selon différents scénarios d’émission de gaz à effet de serre, sont consultables sur un site dédié publié par Météo-France en novembre 2022.

### Accès et transports
Voies Routières
Pistes cyclables
La commune du Tour du Parc a achevé en août 2009, en partenariat avec la Communauté de Communes de la Presqu’île de Rhuys, la création d’une piste cyclable la reliant à la commune de Saint-Armel. Un autre cheminement doux (servitude de passage piéton littoral, SPPL), empruntant le tracé du GR34 permet de faire le tour de la commune. Porté par le département du Morbihan, le projet de poursuite de ce GR34 est prévu pour aller vers Surzur, au nord.
Transports en commun
La commune du Tour du parc est desservie durant les vacances scolaires d'été, de la Toussaint et de Pâques de la zone B, ainsi que durant le week-end de l'ascension par la ligne de bus périurbaine 26. Cette desserte est assurée par le réseau de bus des transports en commun de Vannes.

## Urbanisme

### Typologie
Au 1er janvier 2024, Le Tour-du-Parc est catégorisé commune rurale à habitat dispersé, selon la nouvelle grille communale de densité à sept niveaux définie par l'Insee en 2022.
Elle est située hors unité urbaine. Par ailleurs, la commune fait partie de l'aire d'attraction de Vannes ; elle est une commune de sa couronne,. Cette aire, qui regroupe 47 communes, est catégorisée dans les aires de 50 000 à moins de 200 000 habitants,.
La commune, bordée par l'océan Atlantique, est également une commune littorale, au sens de la loi du 3 janvier 1986, dite loi littoral. Des dispositions spécifiques d’urbanisme s’y appliquent afin de préserver les espaces naturels, les sites, les paysages et l’équilibre écologique du littoral : par exemple, le principe d'inconstructibilité en dehors des espaces urbanisés, sur la bande littorale des 100 mètres, ou plus, si le plan local d’urbanisme le prévoit.

### Occupation des sols
L'occupation des sols de la commune, telle qu'elle ressort de la base de données européenne d’occupation biophysique des sols Corine Land Cover (CLC), est marquée par l'importance des territoires agricoles (59,1 % en 2018), en diminution par rapport à 1990 (78,8 %). La répartition détaillée en 2018 est la suivante : 
zones urbanisées (26 %), zones agricoles hétérogènes (23,8 %), prairies (22 %), terres arables (13,3 %), zones humides côtières (8,1 %), zones humides intérieures (6,2 %), eaux continentales (0,6 %). L'évolution de l’occupation des sols de la commune et de ses infrastructures peut être observée sur les différentes représentations cartographiques du territoire : la carte de Cassini (XVIIIe siècle), la carte d'état-major (1820-1866) et les cartes ou photos aériennes de l'IGN pour la période actuelle (1950 à aujourd'hui).

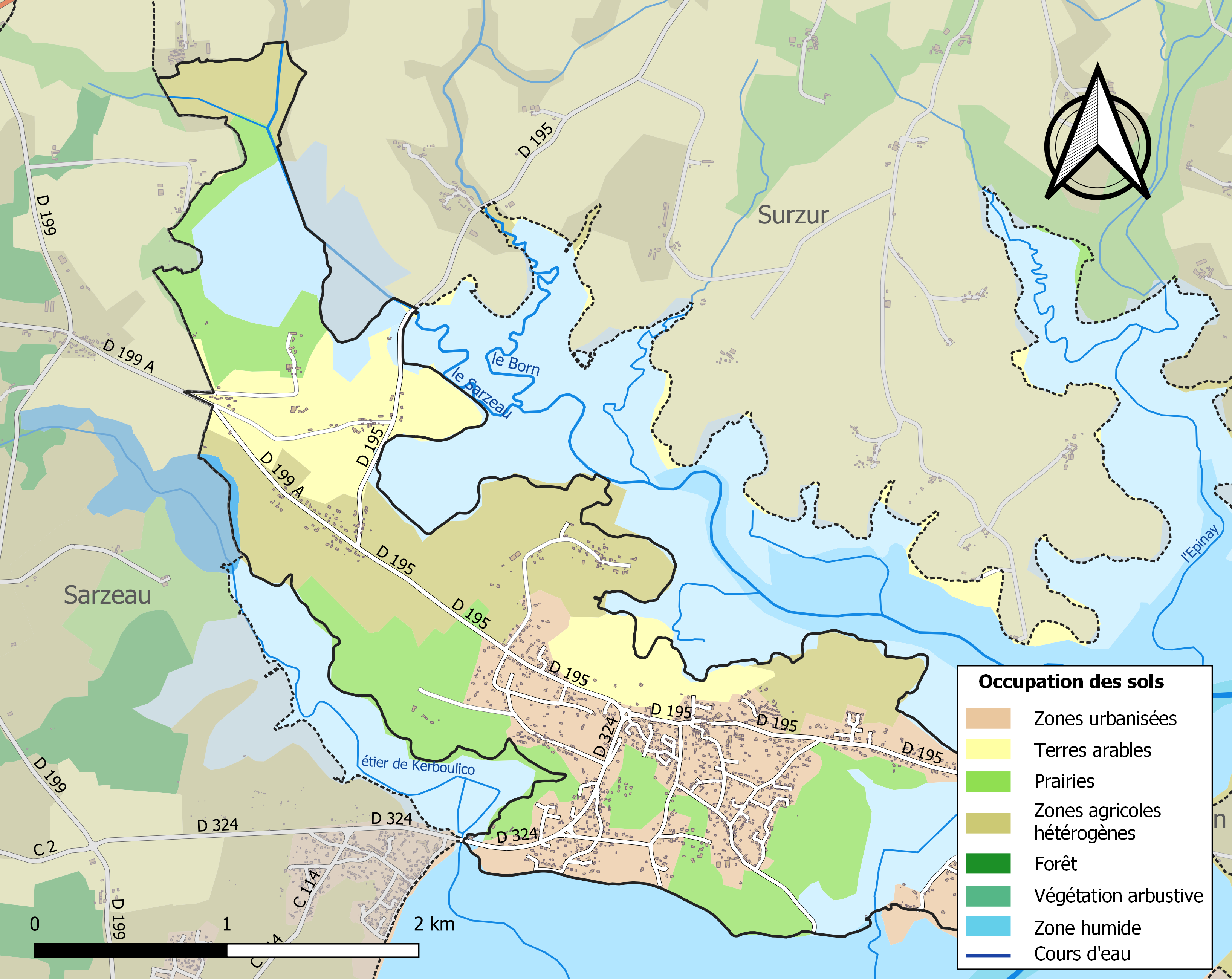
Carte des infrastructures et de l'occupation des sols de la commune en 2018 (CLC).

## Histoire
Le nom de la commune vient de son histoire. 
Au début du XIIIe siècle, deux lieux prestigieux de nature fort différente se partagent l'immense forêt giboyeuse de chênes et de hêtres qui couvre l'intégralité de la presqu'île de Rhuys : à l'est, l'Abbaye Saint-Gildas de Rhuys, abbaye bénédictine, qui existe depuis le Xe siècle et, plus au centre, le château de Suscinio, résidence d'été des ducs de Bretagne ; des documents attestent réellement son existence à partir de 1213. 
Né en 1217, le duc de Bretagne, Jean Ier de Bretagne dit Le Roux, fils de Pierre Ier de Bretagne, appelé aussi Pierre Mauclerc, entretient des relations conflictuelles avec le clergé  : il sera excommunié plusieurs fois. 
Avec l'abbaye voisine de Saint-Gildas, (qui eut Pierre Abélard comme abbé entre 1127 et 1132), il ne s’agit pas de différends de nature religieuse (Jean Ier le Roux participera même à la Huitième croisade avec Louis IX). Les conflits proviennent des droits d'usage de la forêt, bois et gibier. 
En 1247, il décide d'enclore, par des murs de deux mètres de hauteur ce qu'il considère comme son domaine ducal : plusieurs grands parcs de chasse dont un, le plus grand, tout à l'est de la presqu'île de Rhuys. Ce faisant, il englobe de force un prieuré avec ses terres alentour, le prieuré de Coëtlan-Saint-Pabu qui appartient à l'abbaye. 
Frappé d'anathème par les autorités ecclésiastiques, il se rachète en fondant à ses frais un nouveau prieuré : le prieuré de Lauglenec (du breton « auglenic », « petit lavoir ») ; il sera construit en dehors du mur ducal (40 km de circonférence) qu'il a fait construire. La traversée de ce parc enclos étant strictement réservée aux personnages importants du duché de Bretagne et aux chasses du Duc, il faut, désormais, pour aller de Surzur à Sarzeau, faire le tour du parc. Pour aller, par exemple, de Pont Caden à Kerblay près de Sarzeau, il faut effectuer 18 kilomètres au lieu des 6 kilomètres actuels. 
Ce mur ducal, terminé vers 1250, s'appellera « le mur du Roy » quand la Bretagne sera rattachée à la Couronne de France en 1532 sous François Ier. On en voit aujourd'hui quelques vestiges bien conservés entre le hameau de Kerguet et le château de Suscinio.

Le Tour-du-Parc devint une paroisse en 1841, et put  construire l'église Saint-Vincent Ferrier (de 1845 à 1854), un cimetière et un presbytère. 
Elle devint commune indépendante de Sarzeau le 6 avril 1864, par un décret-loi signé aux Tuileries par Napoléon III.

## Politique et administration

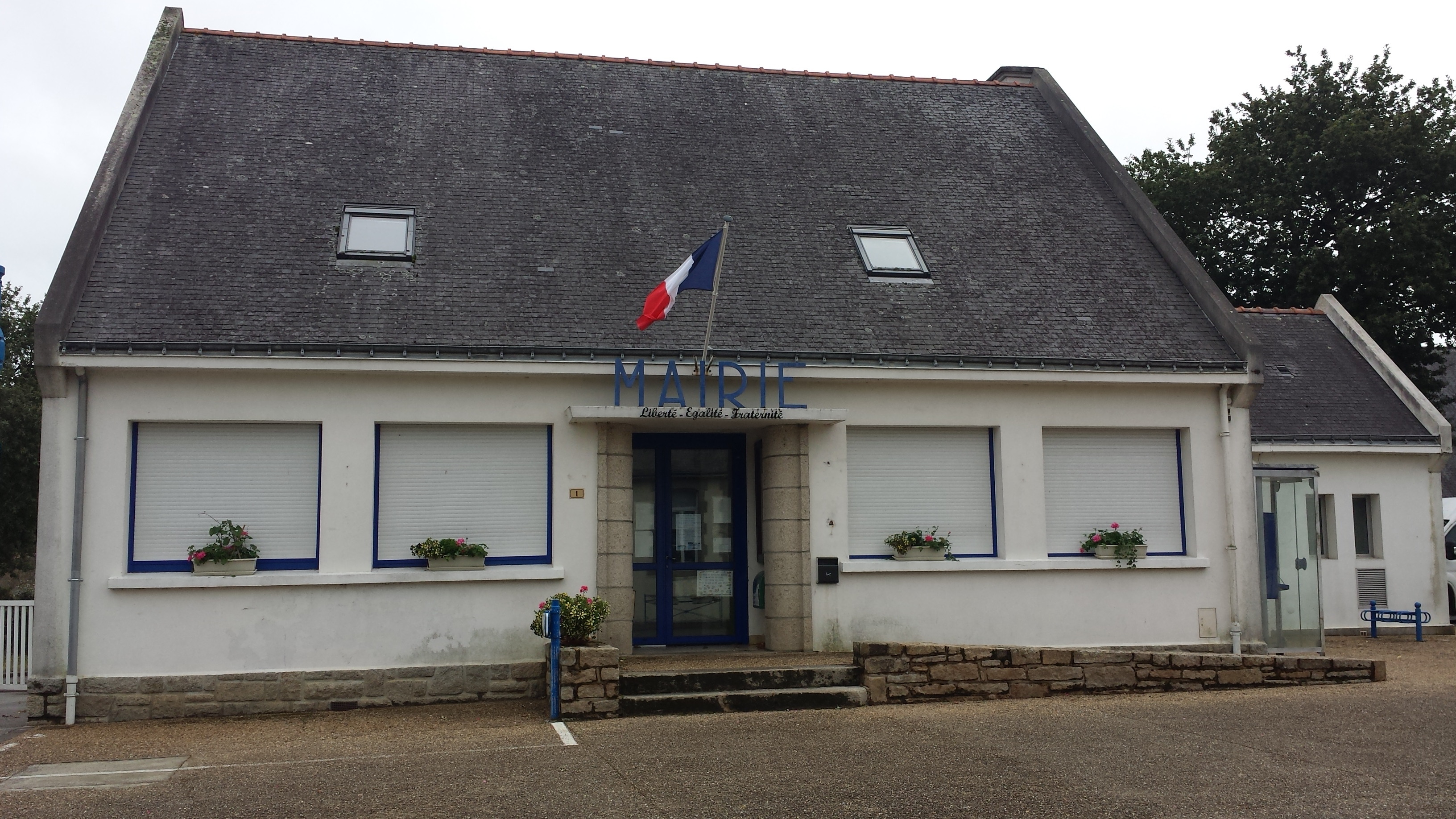
La mairie du Tour-du-Parc

### Liste des maires
| Période                                  | Période  | Identité              | Étiquette | Qualité                                              |
| ---------------------------------------- | -------- | --------------------- | --------- | ---------------------------------------------------- |
| Les données manquantes sont à compléter. |          |                       |           |                                                      |
| 1945                                     | 1952     | Henri de Maluquer     |           | Ostréiculteur                                        |
| 1952                                     | 1953     | Germaine Le Joubioux  |           | Sans profession                                      |
| 1953                                     | 1959     | Pierre Derennes       |           | Ostréiculteur                                        |
| 1959                                     | 1971     | Léon Mahé             |           | Directeur commercial d'entreprise                    |
| 1971                                     | 1987     | Célestin Le Boulicaut |           | Marchand de bestiaux                                 |
| 1987                                     | 1995     | Roger Quinio          |           | Enseignant                                           |
| 1995                                     | 2008     | Camille Le Joubioux   |           | Ostréiculteur                                        |
| 2008                                     | 2014     | Georges Sarasin       |           | Directeur d'établissement pour personnes handicapées |
| 2014 Réélu en 2020                       | En cours | François Mousset      | DVD       | Gérant de sociétés                                   |
| Les données manquantes sont à compléter. |          |                       |           |                                                      |

## Démographie
L'évolution du nombre d'habitants est connue à travers les recensements de la population effectués dans la commune depuis 1866. Pour les communes de moins de 10 000 habitants, une enquête de recensement portant sur toute la population est réalisée tous les cinq ans, les populations de référence des années intermédiaires étant quant à elles estimées par interpolation ou extrapolation. Pour la commune, le premier recensement exhaustif entrant dans le cadre du nouveau dispositif a été réalisé en 2004.

En 2022, la commune comptait 1 259 habitants, en évolution de +1,45 % par rapport à 2016 (Morbihan : +3,82 %, France hors Mayotte : +2,11 %).
| 1866  | 1872  | 1876 | 1881 | 1886 | 1891 | 1896 | 1901 | 1906 |
| ----- | ----- | ---- | ---- | ---- | ---- | ---- | ---- | ---- |
| 1 100 | 1 055 | 752  | 786  | 706  | 705  | 646  | 640  | 646  |

| 1911 | 1921 | 1926 | 1931 | 1936 | 1946 | 1954 | 1962 | 1968 |
| ---- | ---- | ---- | ---- | ---- | ---- | ---- | ---- | ---- |
| 638  | 532  | 479  | 414  | 445  | 429  | 435  | 483  | 502  |

| 1975 | 1982 | 1990 | 1999 | 2004 | 2006 | 2009  | 2014  | 2019  |
| ---- | ---- | ---- | ---- | ---- | ---- | ----- | ----- | ----- |
| 583  | 571  | 672  | 741  | 889  | 990  | 1 105 | 1 221 | 1 210 |

| 2022  | - | - | - | - | - | - | - | - |
| ----- | - | - | - | - | - | - | - | - |
| 1 259 | - | - | - | - | - | - | - | - |

## Entreprises, commerces et services
La commune dispose de nombreux commerces : un hôtel 3 étoiles avec restaurant, une supérette en centre-bourg, un bar-tabac, une boulangerie, un salon de coiffure mixte ; des structures d'accueil : deux campings en bord de mer dont un municipal et l’autre privé, des gîtes ruraux ; des commerces de mer : 33 chantiers ostréicoles (à Pencadénic et Castel), une trentaine d’artisans, un vivier / poissonnerie ; des bâtiments municipaux : une école primaire, les Courlis, une bibliothèque municipale, une maison de santé avec médecin, ostéopathe et réflexologue plantaire, un kinésithérapeute, une antenne ADMR (Aide à Domicile en Milieu Rural) et viverses associations culturelles et de loisirs. 

## Culture et patrimoine

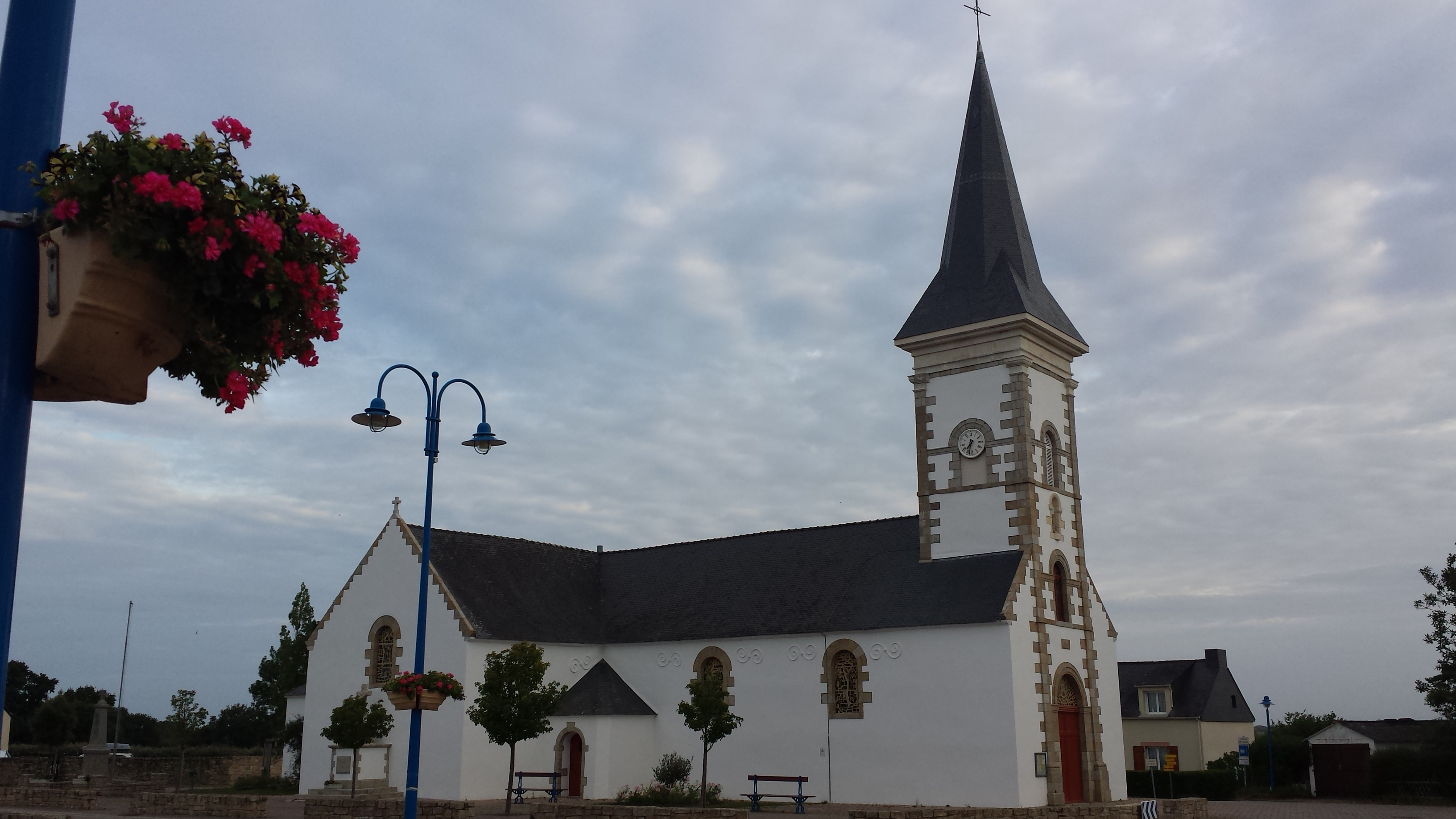
L'église Saint-Vincent-Ferrier.

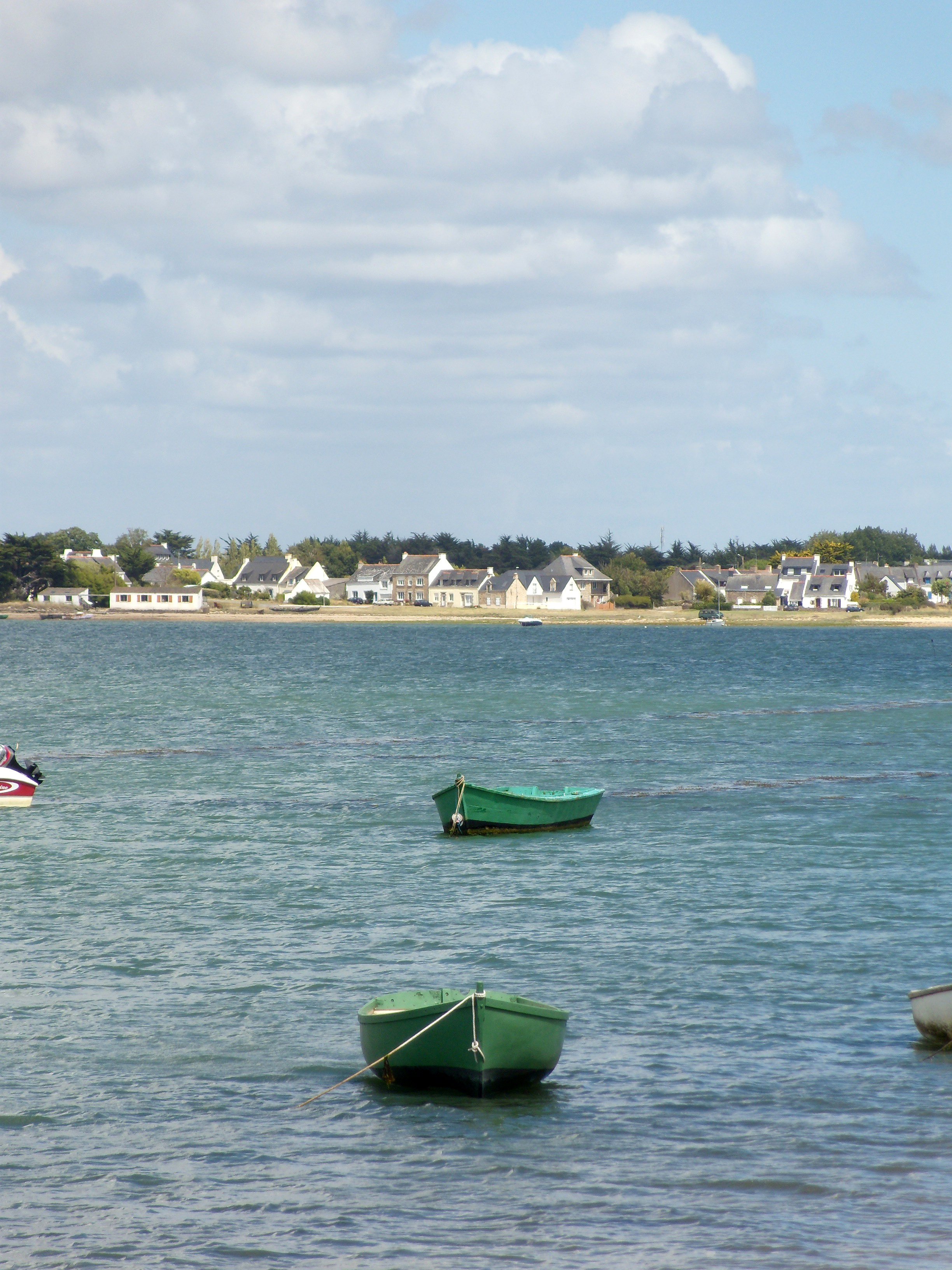
Pencadenic, vu de Damgan.

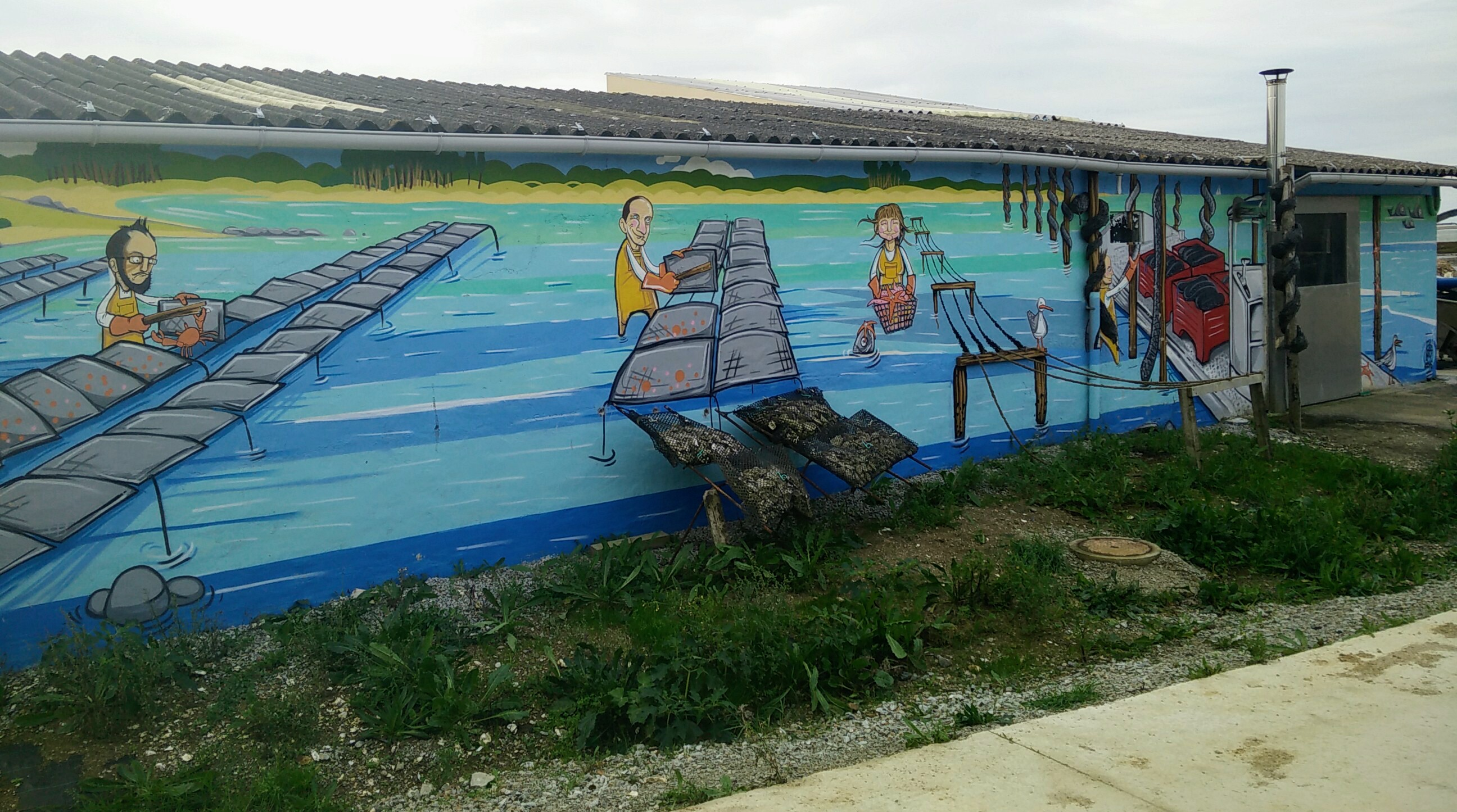
Fresque sur un bâtiment ostréicole à Pencadenic

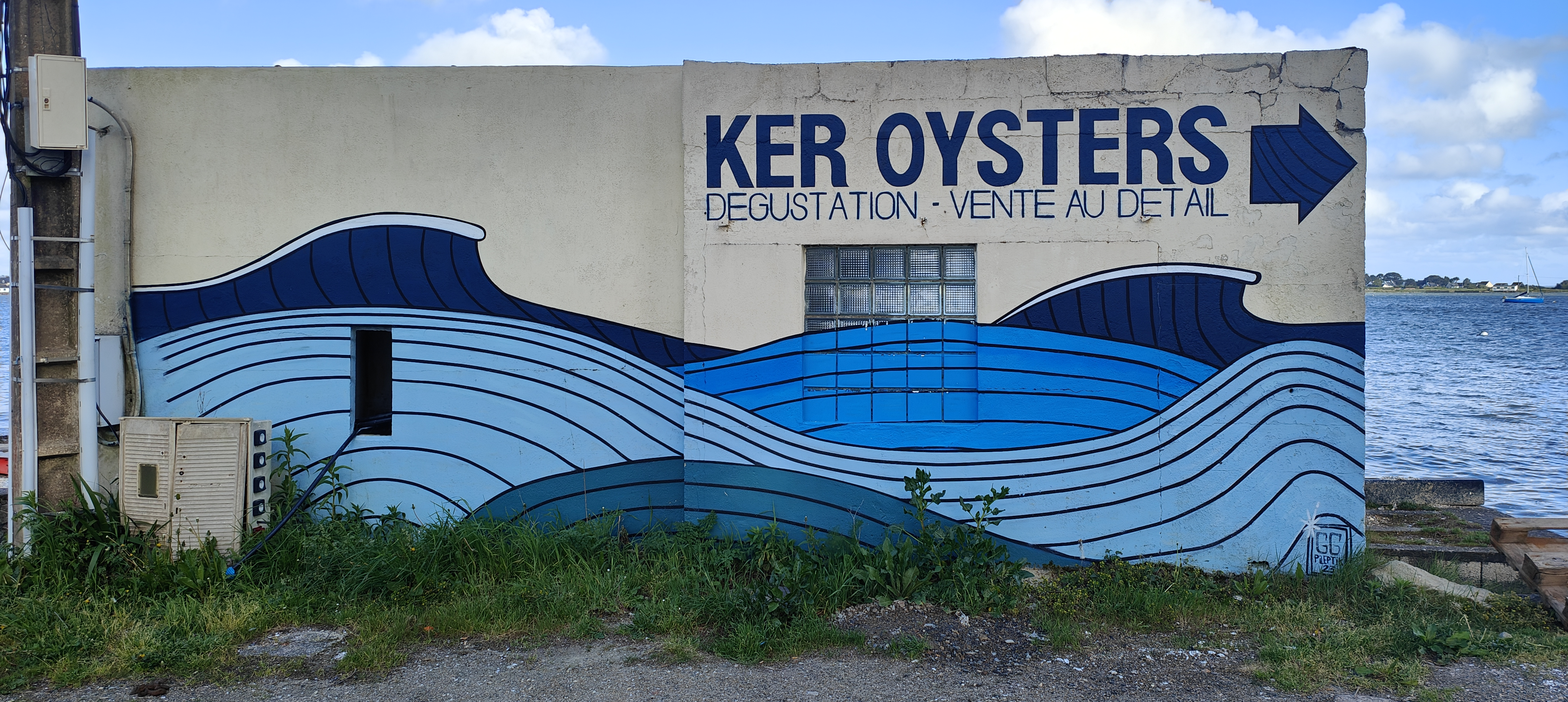
Entreprise Ker Oysters - Rue de la cale à Pencadenic

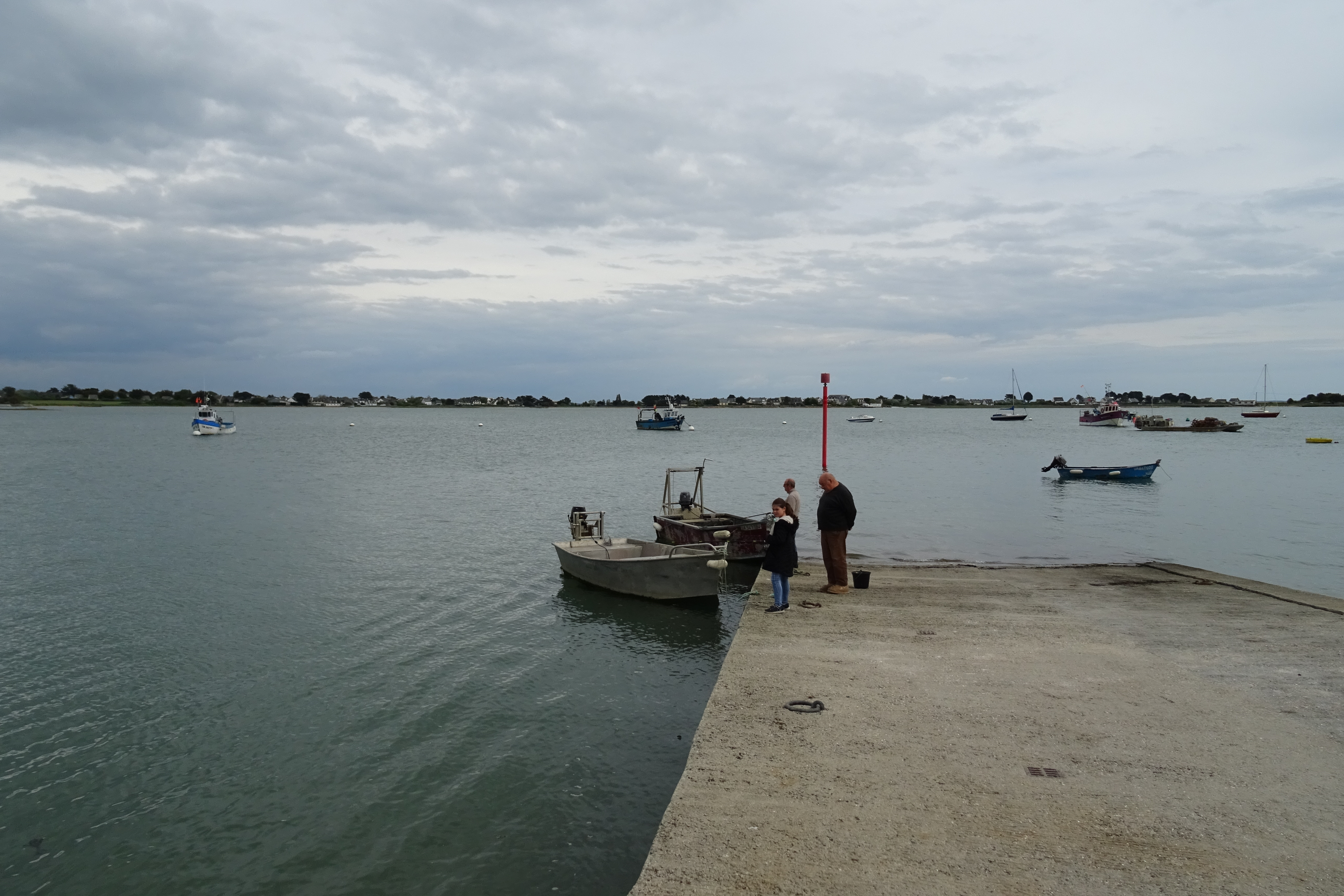
Embarcadère - rue de Béguero à Pencadenic

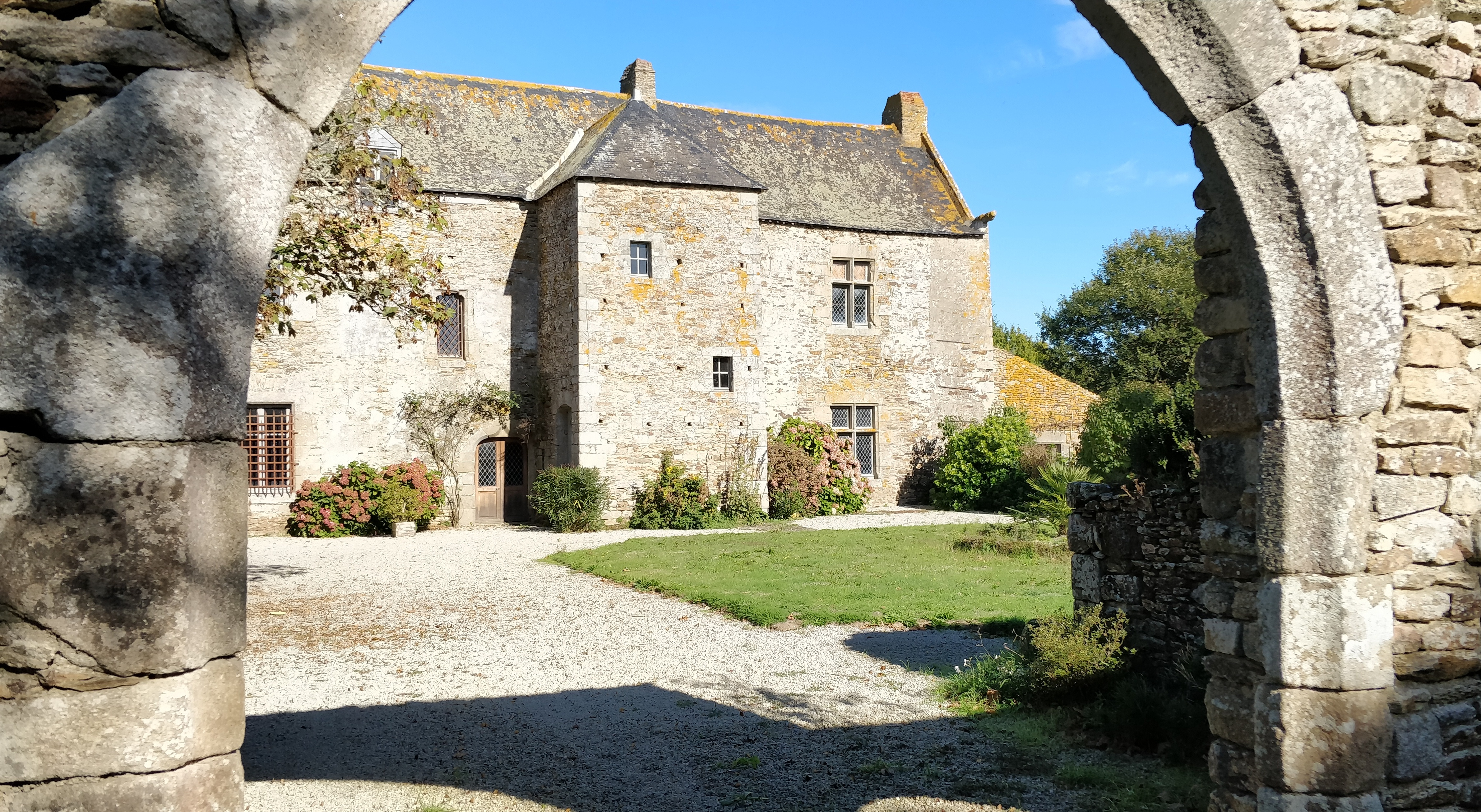
Le Manoir de Caden

### Lieux et monuments

#### Monuments religieux
- Le calvaire de la mission sur la place de l'Église ;
- L'église Saint-Vincent-Ferrier (XIXe siècle), en forme de croix latine. Elle abrite un Christ en croix[32], datant de la première moitié du XVIIe siècle provenant de l'ancienne chapelle Saint-Clair et inscrit dans la Base Palissy (mobilier religieux) de l'Inventaire Général des Monuments Historiques.
- L'ancienne chapelle Saint-Clair attachée au prieuré (disparue), elle était autrefois sous le vocable de Saint-Michel. Elle faisait autrefois partie du Prieuré de Lauglenec.
- Le prieuré de Lauglenec, dépendant de l'abbaye Saint-Gildas de Rhuys, aujourd'hui disparu ;
- La croix de Caden (1806) ;
- Les croix du bourg, datant du XIXe siècle : la croix de Caden et la croix de Boderharff.

#### Monuments civils
- Le port de pêche et de plaisance de Pencadenic, sur la rivière de Pénerf ;
- Le manoir de Caden (XIIIe siècle-XVe siècle), cité pour la première fois en 1378, et sa chapelle (XVe siècle-XVIe siècle). Ce manoir fut la propriété d'officiers ducaux et, au XVIIe siècle, du gouverneur de Suscinio. La tour carrée fut ajoutée en 1641. Cette demeure est aujourd'hui une propriété privée qui ne se visite pas.
- La fontaine Saint-Clair, surmontée d'un motif celtique d'inspiration viking ;

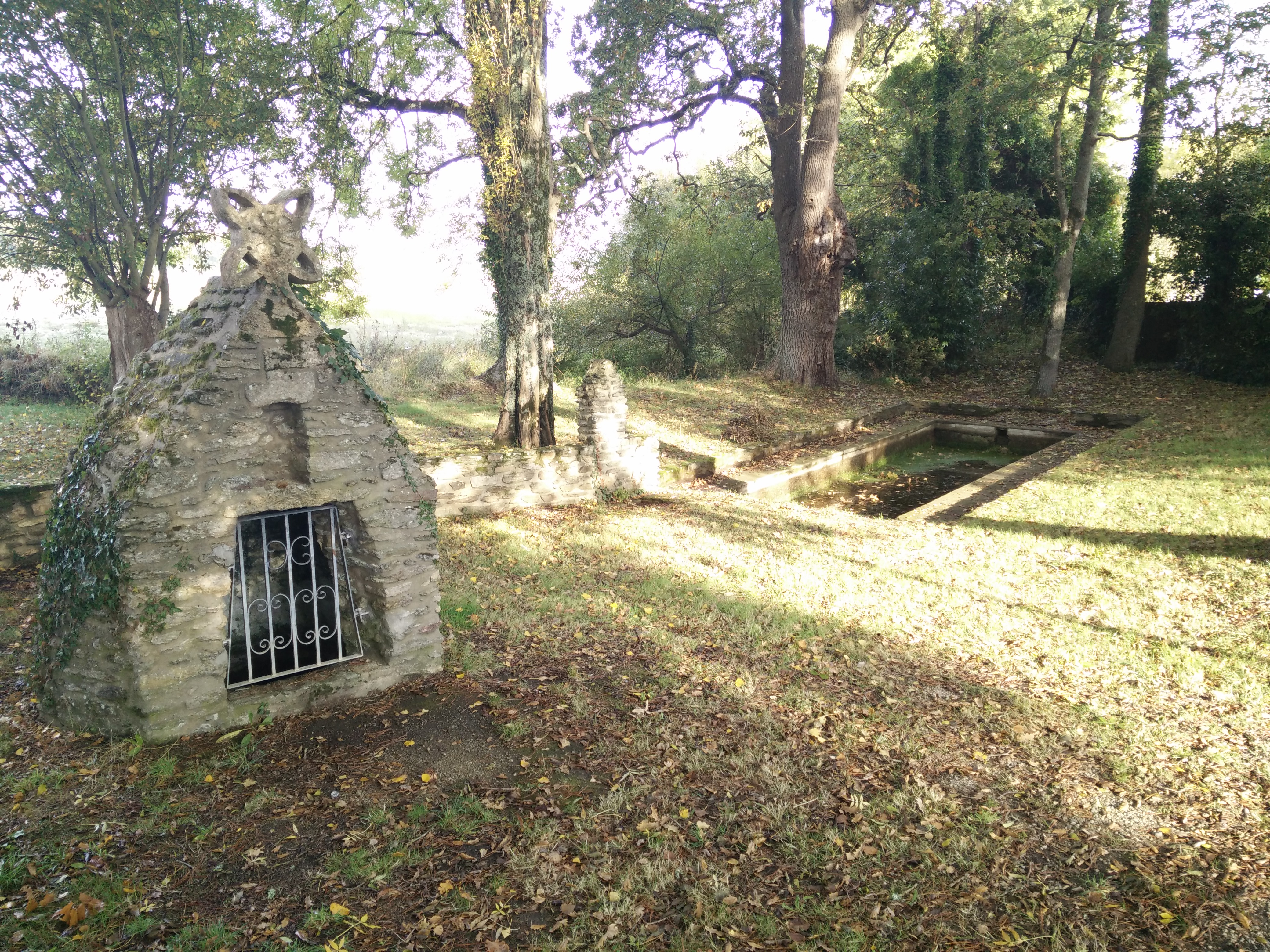
La fontaine Saint-Clair et son lavoir

- La maison du Pont-Neuf (1784).

### Manifestations culturelles et festivités
L'année 2014 a marqué les 150 ans de la commune, fondée en 1864. À cette occasion, une fête a eu lieu les 12 et 13 juillet 2014.

### Héraldique
|  | Les armoiries de Le Tour du Parc se blasonnent ainsi : Coupé : au premier d’hermine plain et au second parti au I de gueules à la croix de la Fontaine Saint-Clair du lieu d’or, au II d’azur semé de billettes d’argent ; à deux demi-fasces crénelées de deux pièces d’or brochant sur la ligne de partition, et à une fasce alésée crénelée de trois pièces du même, brochant aussi sur la ligne de partition et sur la partie inférieure des deux demi-fasces. |

|  | Autre version rencontrée: Coupé : au un) parti d’hermine et de gueules à une croix de la fontaine Saint Clair d’or; au deux) d’azur à quatorze billettes d’argent, quatre, trois, quatre et trois. Différences entre dessin et blasonnement : La croix est une croix simple. Cette erreur vient de la source. |

## Personnalités liées à la commune
- Marie Le Franc (1879-1964), romancière, prix Femina pour son roman Grand-Louis l'innocent en 1927.
- Raymond Marcellin (1914-2004) député puis sénateur du Morbihan, ministre titulaire de différents portefeuilles sous plusieurs gouvernements entre 1962 et 1974.